# Marco Holzer
Marco Holzer, né le 30 juillet 1988 à Bobingen en Bavière, est un pilote automobile allemand.
Le 28 mai 2011, lors de la quatrième course de la saison du championnat VLN, la victoire est revenue à la Porsche 911 GT3 R Hybrid conduite par Patrick Long, Richard Lietz et Marco Holzer. Il s'agit de la première victoire d'une voiture hybride dans une compétition automobile d'importance.

## Carrière automobile
- 2004 : Formule BMW ADAC, 20e
- 2005 : Formule BMW ADAC, 13e
  - Finale mondiale de Formule BMW, vainqueur
- 2006 : Formule BMW ADAC, 3e
- 2007 : Formule 3 Euro Series, non classé
- 2008 : Porsche Carrera Cup Germany
- 2010 : Vainqueur des 24 Heures de Dubaï

## Résultats aux 24 heures du Mans
| Année | Équipe                    | Voiture                   | Équipiers                         | Résultat |
| ----- | ------------------------- | ------------------------- | --------------------------------- | -------- |
| 2010  | BMS Scuderia Italia       | Porsche 911 GT3 RSR (997) | Richard Westbrook Timo Scheider   | 14e      |
| 2011  | Prospeed Competition      | Porsche 911 GT3 RSR (997) | Marc Goossens Jaap Van Lagen      | 23e      |
| 2012  | Flying Lizard Motorsports | Porsche 911 GT3 RSR (997) | Jörg Bergmeister Patrick Long     | Abandon  |
| 2013  | Porsche Team Manthey      | Porsche 911 RSR (991)     | Frédéric Makowiecki Richard Lietz | 17e      |